# 滇南赤车
滇南赤车（学名：Pellionia paucidentata）为荨麻科赤车属下的一个种。

## 扩展阅读
- 維基物種上的相關：滇南赤车